# Sao xanh lá cây (thiên văn học)
Trong thiên văn học, một sao xanh lá cây là một sao có màu xanh dương hoặc trắng mà thể hiện thành màu xanh lá cây vì ảo giác quang học. Không có sao xanh lá cây thực sự, bởi vì màu sắc của một ngôi sao được quyết định do bức xạ vật đen và bức xạ này không bao giờ có màu xanh lá cây. Tuy nhiên, một số nhà quan sát thấy có một vài ngôi sao xuất hiện dưới màu xanh lá cây. Điều này thường do ảo giác quang học khi một vật thể màu đỏ có thể làm cho các vật thể gần đó trông có màu xanh lá. Có một số hệ thống gồm nhiều ngôi sao, chẳng hạn như Antares, với một sao khổng lồ đỏ sáng chói, tạo ra ảo ảnh làm cho những ngôi sao khác trong hệ thống trông có vẻ có màu xanh lá cây.